# ویرجینیا (فیلم ۲۰۱۰)
ویرجینیا (انگلیسی: Virginia) فیلمی است به کارگردانی داستین لنس بلک ، که در سال ۲۰۱۰ منتشر شد.

## بازیگران
- جنیفر کانلی
- اد هریس
- اما رابرتز
- کری پرستون
- توبی جونز
- ایمی مدیگان
- یاردلی اسمیت